# John Broomhall
John Broomhall é um compositor inglês, produtor/diretor de áudio, jornalista e consultor, atuando principalmente na indústria de videogames. Durante a década de 1990, Broomhall trabalhou com a MicroProse/Spectrum HoloByte como o seu chefe de áudio. Ele tem tocado ao vivo jazz, blues, funk e gospel. Em 2002, ele estabeleceu a Broomhall Projects Limited (BPL)"para fornecer uma gama completa de serviços de áudio, abrangendo a gestão, consultoria de conteúdo, direção e produção."
Em 2009, ele foi homenageado com um Prêmio de Reconhecimento pela Game Audio Network Guild. Ele também já esteve presente em muitas premiações da BAFTA Audio Awards  e preside no BAFTA Video Games Committee.

## Trabalho

### Jogos
- Transport Tycoon Mobile (2014)[3]
- Forza Motorsport 4 (2011)
- New International Track & Field (2008)
- Heavenly Sword (2007)
- Go! Sudoku (2006)
- B-Boy (2006)
- Chris Sawyer's Locomotion (2004)
- Grand Prix 4 (2002)
- Micro Machines (2002)
- Slam Tennis (2002)
- Superman: Shadow of Apokolips (2002)
- Frogger 2: Swampy's Revenge (2000)
- Grand Prix 3 (2000) - produtor de audio
- Em@il Games: X-COM (1999) - designer de som
- Grand Prix World (1999) - produtor de audio
- MechWarrior 3 (1999) - compositor de música
- Spirit of Speed 1937 (1999) - técnico de som
- X-COM: Apocalypse (1997) - compositor de música, designer de som
- Grand Prix Manager 2 (1996) - compositor de música, produtor de audio
- Grand Prix 2 (1995) - compositor de música, designer de som
- Grand Prix Manager (1995) - produtor de audio
- Navy Strike (1995) - compositor de música
- Sid Meier's Colonization (1995) - produtor de audio  (Amiga)
- Transport Tycoon Deluxe (1995) - compositor de música
- X-COM: Terror from the Deep (1995) - compositor de música (PC), produtor de audio
- Transport Tycoon (1994) - compositor de música
- UFO: Enemy Unknown (1994) - compositor de música (PC), produtor de audio
- Air Duel: 80 Years of Dogfighting (1993) - compositor de música (PC)
- Fields of Glory (1993) - compositor de música
- B-17 Flying Fortress (1992) - compositor de música
- Harrier Jump Jet (1992) - compositor de música
- The Legacy: Realm of Terror (1992) - compositor de música
- Sid Meier's Civilization (1992) - compositor de música, designer de som (Amiga)
- Formula One Grand Prix (1992) - compositor de música (PC)
- David Leadbetter's Greens (1991) - compositor de música (PC)
- Special Forces (1991)

### Filmes
- A Christmas Carol (2009)
- Over the Hedge (de 2006)
- Wallace & Gromit: The Curse of the Were-Tabbit (2005)

### Outros
- American Idol/Pop Idol